# Aloyzas Valušis
Aloyzas Valušis (ur. 4 grudnia 1901 w Kuktiškės koło Uciany, zm. 31 stycznia 1998 w USA) – litewski pułkownik sztabu generalnego i skaut, attaché wojskowy Republiki Litewskiej w Warszawie, zięć prezydenta Antanasa Smetony.

## Życiorys
Uczył się w szkołach w Wilnie, Poniewieżu i Moskwie. W 1918 roku zaangażował się w harcerstwo, by rok później zgłosić się na ochotnika do tworzonej właśnie armii litewskiej. W tym samym okresie ukończył szkołę wojskową.
W latach 1921–1924 służył jako adiutant w pułku huzarów J. Radvilasa (Radziwiłła). Kształcił się na zagranicznych uczelniach wojskowych, m.in. we Francji i Belgii (po 1931 roku).
Po zamachu stanu z grudnia 1926 roku mianowany osobistym adiutantem prezydenta Smetony, w latach 1931–1934 dowódca szwadronu wojskowego, później (do 1938 roku) dowódca pułku huzarów.
Od 1938 do 1939 roku pełnił funkcję attaché wojskowego Litwy w Warszawie.
W 1940 roku wraz z teściem-prezydentem opuścił Litwę, osiedlając się w 1941 roku w USA.